# Civitanova Marche
Civitanova Marche település Olaszországban, Marche régióban, Macerata megyében. Lakosainak száma 41 790 fő (2023. január 1.). Civitanova Marche Montecosaro, Porto Sant’Elpidio, Potenza Picena és Sant’Elpidio a Mare községekkel határos.

## Népesség
A település lakossága az elmúlt években az alábbi módon változott:
| Lakosok száma | 42 251 | 42 353 | 41 768 | 41 790 |
|               | 2017   | 2018   | 2021   | 2023   |